# Agrisius japonicus
Agrisius japonicus là một loài bướm đêm thuộc phân họ Arctiinae, họ Erebidae.